# Gran Premio Nacional (España)
El Gran Premio Nacional es uno de los grandes premios que se disputa desde 1941 en el Hipódromo de la Zarzuela de Madrid, y anteriormente en el Hipódromo de la Castellana, durante la temporada de primavera, en el mes de abril. La carrera está destinada a potros y potrancas de 3 años, nacidos y criados en España sobre una distancia de 2.200 metros.
Su primera edición fue en 1881, disputado en el Hipódromo de la Castellana sobre una distancia de 2500 metros, se denomino Gran Premio de Madrid. En 1919 se cambió la denomianción de la prueba al actual Gran Premio Nacional, después de que ese año se creara el actual Gran Premio de Madrid.

## Palmarés[1][2][3][4][5][6][7]
| Gran Premio Nacional  |                                                             |                                                             |                                                             |                                                             |                                                             |
| 2025                  | RONCAL (SPA)                                                | Václav Janáček                                              | Guillermo Arizkorreta                                       | Yeguada Rocío                                               | 2200m                                                       |
| 2024                  | TETUAN (SPA)                                                | Václav Janáček                                              | Guillermo Arizkorreta                                       | Yeguada Rocío                                               | 2200m                                                       |
| 2023                  | PAMPLONA (SPA)                                              | Szczepan Mazur                                              | Guillermo Arizkorreta                                       | Yeguada Rocío                                               | 2200m                                                       |
| 2022                  | PANTXINETA (SPA)                                            | Guillaume Guedj-Gay                                         | Christian Delcher                                           | Cuadra Duende del Sur                                       | 2200m                                                       |
| 2021                  | MARACAY (SPA)                                               | Borja Fayos                                                 | Alfonso Núñez                                               | Cuadra Toledo                                               | 2200m                                                       |
| 2020                  | TRONIO (SPA)                                                | Václav Janáček                                              | Guillermo Arizkorreta                                       | Cuadra La Tertulia                                          | 2200m                                                       |
| 2019                  | TAZONES (SPA)                                               | Václav Janáček                                              | Guillermo Arizkorreta                                       | Yeguada Rocío                                               | 2200m                                                       |
| 2018                  | CHERINA DYNAMITE (SPA)                                      | Ricardo Sousa                                               | Enrique León                                                | Cuadra Tonetti Racing                                       | 2200m                                                       |
| 2017                  | QUEENROSE (SPA)                                             | Václav Janáček                                              | Guillermo Arizkorreta                                       | Yeguada AGF                                                 | 2200m                                                       |
| 2016                  | ARGUERO (SPA)                                               | Václav Janáček                                              | Guillermo Arizkorreta                                       | Yeguada Rocío                                               | 2200m                                                       |
| 2015                  | CLAVILEÑO (SPA)                                             | José Luis Martínez                                          | Alberto Carrasco                                            | Cuadra Odisea                                               | 2200m                                                       |
| 2014                  | ARKAITZ (SPA)                                               | José Luis Martínez                                          | Francisco Rodríguez                                         | Cuadra Di Benisichi                                         | 2200m                                                       |
| 2013                  | LABROS (SPA)                                                | Jeremy Crocquevieille                                       | Mauricio Delcher Sánchez                                    | Cuadra Dosemes                                              | 2200m                                                       |
| 2012                  | ALONSO (SPA)                                                | Julien Grosjean                                             | Yan Durepaire                                               | Cuadra Kif-Kif                                              | 2200m                                                       |
| 2011                  | FESTEIRO (SPA)                                              | Jorge Horcajada                                             | Mauricio Delcher Poulies                                    | Cuadra El Negredo                                           | 2200m                                                       |
| 2010                  | PLANTAGENET (SPA)                                           | José Luis Borrego                                           | Guiillermo Arizcorreta                                      | Cuadra Plantagenet                                          | 2200m                                                       |
| 2009                  | KIFFER (SPA)                                                | Borja Fayos                                                 | Francisco Galdeano Rodríguez                                | Cuadra Inguis                                               | 2200m                                                       |
| 2008                  | CAMBALACHE GR (SPA)                                         | José Luis Borrego                                           | Ovidio Rodríguez                                            | Cuadra Cielo de Madrid                                      | 2200m                                                       |
| 2007                  | NEWANGO (FR)                                                | José Luis Borrego                                           | Mauricio Delcher Poulies                                    | Cuadra El Negredo                                           | 2200m                                                       |
| 2006                  | FALARIS (SPA)                                               | Roberto Carlos Montenegro                                   | Roberto López                                               | Cuadra LAC Internacional                                    | 2200m                                                       |
| 2005 - 1997           | No se disputó debido al cierre del Hipódromo de la Zarzuela | No se disputó debido al cierre del Hipódromo de la Zarzuela | No se disputó debido al cierre del Hipódromo de la Zarzuela | No se disputó debido al cierre del Hipódromo de la Zarzuela | No se disputó debido al cierre del Hipódromo de la Zarzuela |
| 1996                  | BATU (SPA)                                                  | Sergio Vidal                                                | Mauricio Delcher Poulies                                    | Cuadra Montsia                                              | 2300m                                                       |
| 1995                  | MASBELL (SPA)                                               | José Luis Martínez                                          | P. Ojanguren                                                | Yeguada Militar                                             | 2200m                                                       |
| 1994                  | BORJITO (SPA)                                               | Francisco Rodríguez                                         | Ramón Avial                                                 | Cuadra Fase G.M.G.                                          | 2200m                                                       |
| 1993                  | CULLINAN (SPA)                                              | Alberto Carrasco Sánchez                                    | Marcos Carrasco Iglesias                                    | Cuadra Santa Quiteria                                       | 2200m                                                       |
| 1992                  | TOBA (IRE)                                                  | Roman Martín Vidania                                        | Román Martín Sánchez                                        | Cuadra Madrileña                                            | 2100m                                                       |
| 1991                  | SUR (SPA)                                                   | Florentino González                                         | Ramón Avial                                                 | Cuadra El Retorno                                           | 2400m                                                       |
| 1990                  | AKELARRE (SPA)                                              | Olindo Mongelluzzo                                          | José Luis de Salas                                          | Cuadra Lortenia                                             | 2400m                                                       |
| 1989                  | CANALETTO (SPA)                                             | Florentino González                                         | J. Cisternas                                                | Cuadra Puerto Rico                                          | 2400m                                                       |
| 1988                  | RAZONABLE (SPA)                                             | José Carlos Fernández Rodríguez                             | Román Martín Sánchez                                        | Cuadra Alazán                                               | 2400m                                                       |
| 1987                  | VILLA BLANCA (SPA)                                          | Ceferino Carrasco                                           | S. Martín                                                   | Cuadra Alazán                                               | 2400m                                                       |
| 1986                  | HUNTING STAR (SPA)                                          | Florentino González                                         | Juan Jesús Ceca                                             | Cuadra Almohaza                                             | 2200m                                                       |
| 1985                  | MAYORAZGO (SPA)                                             | Florentino González                                         | Jesús Méndez                                                | Cuadra Dos Hermanas                                         | 2200m                                                       |
| 1984                  | EL ALCAZAR (SPA)                                            | Claudio Carudel                                             | Carlos Manuel Corvalán                                      | Cuadra Rosales                                              | 2200m                                                       |
| 1983                  | MAMELUCO (SPA)                                              | Claudio Carudel                                             | Luis Maroto                                                 | Cuadra Barsa                                                | 2200m                                                       |
| 1982                  | LA NOVIA (SPA)                                              | Bartolomé Gelabert                                          | Julio César Martínez                                        | Cuadra Mendoza                                              | 2400m                                                       |
| 1981                  | FEELING (SPA)                                               | Claudio Carudel                                             | Fulgencio de Diego                                          | Cuadra Rosales                                              | 2400m                                                       |
| 1980                  | NUMBER ONE (SPA)                                            | Claudio Carudel                                             | Fulgencio de Diego                                          | Cuadra Rosales                                              | 2400m                                                       |
| 1979                  | TUCUMAN (SPA)                                               | Claudio Carudel                                             | Fulgencio de Diego                                          | Cuadra Rosales                                              | 2400m                                                       |
| 1978                  | PRÍNCIPE DUERO (SPA)                                        | Cristóbal Medina                                            | Francisco Galdeano Torres                                   | Cuadra Corellana                                            | 2400m                                                       |
| 1977                  | MANET (IRE)                                                 | Pat Eddery                                                  | Juan Jesús Ceca                                             | Cuadra Pascualete                                           | 2400m                                                       |
| 1976                  | CLAMOR (SPA)                                                | José Antonio Borrego                                        | Fulgencio de Diego                                          | Cuadra Rosales                                              | 2400m                                                       |
| 1975                  | TINTO DE TORO (SPA)                                         | Ceferino Carrasco                                           | José Barderas                                               | Cuadra Vimar                                                | 2400m                                                       |
| 1974                  | EL GAUCHO (SPA)                                             | José Antonio Borrego                                        | Juan Vicente Chavarrías                                     | Cuadra Margarita Zimmerman de Jonescu                       | 2400m                                                       |
| 1973                  | ROCHETTO (SPA)                                              | Cristóbal Medina                                            | Julián Abascal                                              | Cuadra Escorial                                             | 2400m                                                       |
| 1972                  | KOSHKERO (SPA)                                              | Claudio Carudel                                             | Fulgencio de Diego                                          | Cuadra Rosales                                              | 2400m                                                       |
| 1971                  | FRANJEZCO (SPA)                                             | Román Martín Sánchez                                        | Francisco Cadenas                                           | Cuadra Cadenillas                                           | 2400m                                                       |
| 1970                  | ZORBA (SPA)                                                 | Max Joseph Brahonski                                        | Fernando Gazapo                                             | Cuadra Fierro                                               | 2400m                                                       |
| 1969                  | WILTI (SPA)                                                 | Román Martín Sánchez                                        | Jesús Méndez                                                | Yeguada Ipintza                                             | 2400m                                                       |
| 1968                  | GOLFO (SPA)                                                 | Claudio Carudel                                             | Rafael Ribas                                                | Cuadra Cruz del Sur                                         | 2400m                                                       |
| 1967                  | MASPALOMAS (SPA)                                            | Ceferino Carrasco                                           | Juan Luis Barreiro                                          | Cuadra Marqués de la Florida                                | 2400m                                                       |
| 1966                  | EUREKA (SPA)                                                | Max Joseph Brahonski                                        | André Carudel                                               | Cuadra Dos Estrellas                                        | 2400m                                                       |
| 1965                  | DAMASCO (SPA)                                               | Claudio Carudel                                             | Georges Higson                                              | Cuadra Esperanza                                            | 2400m                                                       |
| 1964                  | FENICIO II (SPA)                                            | Claudio Carudel                                             | José Perelli                                                | Cuadra Antonio Blasco                                       | 2400m                                                       |
| 1963                  | AKBAR (SPA)                                                 | Román Martín Sánchez                                        | Jesús Méndez                                                | Yeguada Ipintza                                             | 2400m                                                       |
| 1962                  | ATURUXO (SPA)                                               | Román Martín Sánchez                                        | Jesús Méndez                                                | Cuadra Ramón Beamonte                                       | 2400m                                                       |
| 1961                  | CAPORAL (SPA)                                               | Reginald Perkins                                            | Reginald Perkins                                            | Yeguada Figueroa                                            | 2400m                                                       |
| 1960                  | TRACIA (SPA)                                                | Claudio Carudel                                             | Jesús Méndez                                                | Cuadra Ramón Beamonte                                       | 2400m                                                       |
| 1959                  | VAMOS (SPA)                                                 | Jean-Robert Larre                                           | Georges Higson                                              | Cuadra Conde de Villapadierna                               | 2400m                                                       |
| 1958                  | MANSOUR (SPA)                                               | Carlos Díez                                                 | Federico García                                             | Cuadra Ramón Beamonte                                       | 2400m                                                       |
| 1957                  | SULTAN EL YAGO (SPA)                                        | Ponciano Polo                                               | Antonio García Prieto                                       | Cuadra Antonio Blasco                                       | 2400m                                                       |
| 1956                  | GYN (SPA)                                                   | Carlos Díez                                                 | Federico García                                             | Cuadra Ramón Beamonte                                       | 2400m                                                       |
| 1955                  | PINKY (SPA)                                                 | Ponciano Polo                                               | Fernando Gazapo                                             | Yeguada Militar                                             | 2400m                                                       |
| 1954                  | AURRERA (SPA)                                               | Carlos Díez                                                 | Vicente Díez                                                | Cuadra Juan Galobart                                        | 2400m                                                       |
| 1953                  | GOYITO (SPA)                                                | Álvaro Díez                                                 | Vicente Díez                                                | Yeguada Figueroa                                            | 2400m                                                       |
| 1952                  | AYUCO (SPA)                                                 | Álvaro Díez                                                 | Vicente Díez                                                | Yeguada Figueroa                                            | 2400m                                                       |
| 1951                  | SAD PRINCE (SPA)                                            | Carlos Díez                                                 | Georges Higson                                              | Cuadra Conde Villapadierna                                  | 2400m                                                       |
| 1950                  | RACA (SPA)                                                  | Juan Manuel Méndez                                          | José Cruz Díaz Masa                                         | Yeguada Figueroa                                            | 2400m                                                       |
| 1949                  | TROPICANA (SPA)                                             | Máximo Beguiristain                                         | Santiago Gallego                                            | Cuadra Andrés Covarrubias                                   | 2400m                                                       |
| 1948                  | ALI BABA (SPA)                                              | Vicente Chavarrías                                          | Georges Higson                                              | Cuadra Conde de Villapadierna                               | 2400m                                                       |
| 1947                  | AMAYA (SPA)                                                 | Juan Manuel Méndez                                          | José Cruz Díaz Masa                                         | Yeguada Figueroa                                            | 2400m                                                       |
| 1946                  | AYETE (SPA)                                                 | José Perelli                                                | José Cruz Díaz Masa                                         | Yeguada Figueroa                                            | 2400m                                                       |
| 1945                  | JAP (SPA)                                                   | José Perelli                                                | Francisco Cadenas                                           | Cuadra Elena S. de Márquez                                  | 2400m                                                       |
| 1944                  | IRAK (SPA)                                                  | José Perelli                                                | Georges Higson                                              | Cuadra Conde de Villapadierna                               | 2400m                                                       |
| 1943                  | NUMANCIA (SPA)                                              | Santos Molero                                               | D. Moctezuma                                                | Cuadra Duque de Moctezuma                                   | 2400m                                                       |
| 1942                  | BOT (SPA)                                                   | Álvaro Díez                                                 | Juan Ceca                                                   | Yeguada Figueroa                                            | 2400m                                                       |
| 1941                  | OCCEANO (SPA)                                               | José Perelli                                                | Mariano Sacristan                                           | Cuadra Marqués de Lacasta                                   | 2400m                                                       |
| 1940 - 1936           | No se disputó debido a la Guerra Civil Española             | No se disputó debido a la Guerra Civil Española             | No se disputó debido a la Guerra Civil Española             | No se disputó debido a la Guerra Civil Española             | No se disputó debido a la Guerra Civil Española             |
| 1935                  | PIRULO (SPA)                                                | Álvaro Díez                                                 | Georges Higson                                              | Cuadra Enrique Queral                                       | 2400m                                                       |
| 1934                  | BOBI (SPA)                                                  | Carlos Díez                                                 | M. Novella                                                  | Cuadra Fernando Plá Peñalver                                | 2400m                                                       |
| 1933                  | AMOSANDA (SPA)                                              | Dupuy                                                       | Francisco Cadenas                                           | Cuadra Casilda Figueroa de Ussía                            | 2400m                                                       |
| 1932                  | MERATE (SPA)                                                | Victoriano Jiménez                                          | M. E. Outré                                                 | Cuadra Conde de la Cimera                                   | 2400m                                                       |
| 1931                  | CAP POLONIO (SPA)                                           | Victoriano Jiménez                                          | Georges Flatman                                             | Cuadra Conde de la Cimera                                   | 2400m                                                       |
| 1930                  | MONTECASINO (FR)                                            | Victoriano Jiménez                                          | Georges Flatman                                             | Cuadra Conde de la Cimera                                   | 2400m                                                       |
| 1929                  | PORT ETIENNE (SPA)                                          | Carlos Belmonte                                             | Georges Flatman                                             | Cuadra Conde de la Cimera                                   | 2400m                                                       |
| 1928                  | LAS FRAGUAS (SPA)                                           | Carlos Belmonte                                             | Georges Flatman                                             | Cuadra Conde de la Cimera                                   | 2400m                                                       |
| 1927                  | PENAGOS (SPA)                                               | Carlos Belmonte                                             | Georges Flatman                                             | Cuadra Conde de la Cimera                                   | 2400m                                                       |
| 1926                  | L´ENEO (SPA)                                                |                                                             |                                                             | Cuadra Barón de Velasco                                     | 2400m                                                       |
| 1925                  | MUSSOLINI (SPA)                                             | Georges Higson                                              | G. Daniels                                                  | Cuadra Barón de Velasco                                     | 2400m                                                       |
| 1924                  | BOLIVAR (SPA)                                               | Lucien Lyne                                                 | Adolph de Neuter                                            | Cuadra Duque de Toledo                                      | 2400m                                                       |
| 1923                  | HIDALGO (SPA)                                               | Ruiz                                                        | H. Gilbert                                                  | Cuadra Joseph Lieux                                         | 2400m                                                       |
| 1922                  | SOUVENIR DE BAYONNE (SPA)                                   | Lucien Lyne                                                 | Adolph de Neuter                                            | Cuadra Duque de Toledo                                      | 2400m                                                       |
| 1921                  | ANTONIO (SPA)                                               | George Archibald                                            | R.Ryder                                                     | Cuadra Marqués de San Miguel                                | 2400m                                                       |
| 1920                  | WILLOW (SPA)                                                | G.Clout                                                     |                                                             | Cuadra Marqués de San Miguel                                | 2400m                                                       |
| 1919                  | REGALO (SPA)                                                | J.Hopper                                                    | R.Ryder                                                     | Cuadra Marqués de San Miguel                                | 2400m                                                       |
| Gran Premio de Madrid |                                                             |                                                             |                                                             |                                                             |                                                             |
| 1918                  | CHUKI (SPA)                                                 | George Archibald                                            |                                                             | Cuadra Marqués de Villamejor                                | 2500m                                                       |
| 1917                  | ALJI (SPA)                                                  | A. Martos                                                   |                                                             | Cuadra Marqués de Valderas                                  | 2500m                                                       |
| 1916                  | CYNTHIA (SPA)                                               | H.Marsh                                                     |                                                             | Cuadra Marqués de San Miguel                                | 2500m                                                       |
| 1915                  | TITANIC (SPA)                                               | W.Hirons                                                    | W.Hirons                                                    | Cuadra Genraro Parladé                                      | 2500m                                                       |
| 1914                  | HURACAN (SPA)                                               | Juan Ceca                                                   |                                                             | Cuadra Andría-Torrepalma                                    | 2500m                                                       |
| 1913                  | CARNATIC (SPA)                                              | M. Gerardin                                                 |                                                             | Cuadra Duque de Tarifa                                      | 2500m                                                       |
| 1912                  | MADRAS II (SPA)                                             | Joaquín Rodríguez                                           | Benigno Rodríguez                                           | Cuadra Conde de la Cimera                                   | 2500m                                                       |
| 1911                  | JOBBER (SPA)                                                |                                                             |                                                             | Cuadra Martorell                                            | 2500m                                                       |
| 1910                  | FAVORITO (SPA)                                              | J.Labrador                                                  |                                                             | Cuadra Guillermo Garvey                                     | 2500m                                                       |
| 1909                  | GRUB (SPA)                                                  | Francisco Rodríguez                                         |                                                             | Cuadra Martorell                                            | 2500m                                                       |
| 1908                  | GOER (SPA)                                                  | Dutton                                                      |                                                             | Cuadra Duque de las Torres                                  | 2500m                                                       |
| 1907                  | PALM (SPA)                                                  |                                                             |                                                             | Cuadra Duque de las Torres                                  | 2500m                                                       |
| 1906                  | ROYAL GILF (SPA)                                            | J. Watkins                                                  |                                                             | Cuadra Pedro Domeq                                          | 2500m                                                       |
| 1905                  | CONCHA (SPA)                                                | Juan Ceca                                                   |                                                             | Cuadra Conde de Mejorada                                    | 2500m                                                       |
| 1904                  | FREGOLI (SPA)                                               | Juan Ceca                                                   |                                                             | Cuadra Manuel Tienda                                        | 2500m                                                       |
| 1903                  | FAVORITA II (SPA)                                           | Wichs                                                       |                                                             | Cuadra Guillermo Garvey                                     | 2500m                                                       |
| 1902                  | CINTRA (SPA)                                                | Labrador                                                    |                                                             | Cuadra Simón Castel                                         | 2500m                                                       |
| 1901                  | VITELOTTE (SPA)                                             | F. Jarvis                                                   |                                                             | Cuadra Marqués de Tovar                                     | 2500m                                                       |
| 1900                  | CORAL (SPA)                                                 | Juan Ceca                                                   |                                                             | Cuadra Marqués de Tovar                                     | 2500m                                                       |
| 1899                  | JUANITO (SPA)                                               | Patricio González                                           |                                                             | Cuadra Conde de Benalúa                                     | 2500m                                                       |
| 1898                  | KELELI (SPA)                                                | Pearce                                                      |                                                             | Cuadra Marqués de Villamejor                                | 2500m                                                       |
| 1897                  | BÓLIDO (SPA)                                                | Locker                                                      |                                                             | Cuadra Marqués de Villamejor                                | 2500m                                                       |
| 1896                  | AGAR (SPA)                                                  | F. Jarvis                                                   |                                                             | Cuadra Marqués de Villamejor                                | 2500m                                                       |
| 1895                  | PRETENDIENTE (SPA)                                          | Chant                                                       |                                                             | Cuadra Marqués de Villamejor                                | 2500m                                                       |
| 1894                  | PALATINA (SPA)                                              | W. Bulford                                                  |                                                             | Cuadra Guillermo Garvey                                     | 2500m                                                       |
| 1893                  | PICCOLA (SPA)                                               | W. Rowland                                                  |                                                             | Cuadra Marqués de Villamejor                                | 2500m                                                       |
| 1892                  | FULMEN (SPA)                                                | Dutton                                                      |                                                             | Cuadra Marqués de Villamejor                                | 2500m                                                       |
| 1891                  | FRADINETA (SPA)                                             | Price                                                       |                                                             | Cuadra General Higinio de Rivera                            | 2500m                                                       |
| 1890                  | PRETEXT (SPA)                                               | Brown                                                       |                                                             | Cuadra Duque de Fernán Nuñez                                | 2500m                                                       |
| 1889                  | ESPARTERO (SPA)                                             | Dulton                                                      |                                                             | Cuadra Marqués de Villamejor                                | 2500m                                                       |
| 1888                  | SAIGON (SPA)                                                | Brooks                                                      |                                                             | Cuadra Duque de Fernán Nuñez                                | 2500m                                                       |
| 1887                  | ELLERMIRA II (SPA)                                          | Everett                                                     |                                                             | Cuadra Guillermo Garvey                                     | 2500m                                                       |
| 1886                  | BOITO (SPA)                                                 | F. Jarvis                                                   |                                                             | Cuadra Duque de Fernán Nuñez                                | 2500m                                                       |
| 1885                  | FLAMENCA (SPA)                                              | F. Jarvis                                                   |                                                             | Cuadra Duque de Fernán Nuñez                                | 2500m                                                       |
| 1884                  | RAT-PENAT (SPA)                                             |                                                             |                                                             | Cuadra Duque de Fernán Nuñez                                | 2500m                                                       |
| 1883                  | PRÍNCIPE (SPA)                                              | J. Barreiro                                                 |                                                             | Cuadra Guillermo Garvey                                     | 2500m                                                       |
| 1882                  | JEREZANO (SPA)                                              |                                                             |                                                             | Cuadra Duque de Fernán Nuñez                                | 2500m                                                       |
| 1881                  | SIRENA (SPA)                                                |                                                             |                                                             | Yeguada J.J.Aladró                                          | 2500m                                                       |